# Québec-Montréal
Québec-Montréal es una película de comedia, romance y road movie canadiense, estrenada en 2002.
Dirigida por Ricardo Trogi, la película se centra en nueve personas, todas a punto de cumplir 30 años y lidiando con preguntas complejas sobre la vida y el amor, cuyas vidas se cruzan en cuatro viajes por carretera separados desde la ciudad de Quebec a Montreal a lo largo de la Autopista 20 de Quebec. El reparto de la película incluye a Patrice Robitaille, Jean-Philippe Pearson, Stéphane Breton, François Létourneau, Isabelle Blais, Benoît Gouin y Julie Le Breton.
La película obtuvo cuatro nominaciones a los Premios Genie en la 23.ª edición de los Premios Genie en 2003, incluyendo Mejor Película, Mejor Director, Mejor Guion Original y Mejor Edición. Ganó cuatro Premios Jutra en la quinta edición de los Premios Jutra, incluyendo Mejor Película, Mejor Director, Mejor Guion y Mejor Actriz de Reparto (Blais), y fue nominada, pero no ganó, a Mejor Actor (Robitaille), Mejor Actor de Reparto (Gouin) y Mejor Banda Sonora.